# Cucullanus marplatensis
Cucullanus marplatensis is een rondwormensoort uit de familie van de Cucullanidae. De wetenschappelijke naam van de soort is voor het eerst geldig gepubliceerd in 2002 door Daniel, Timi & Sardella.